# Enonsaari (ö i Södra Savolax)
Enonsaari är en ö i Finland. Den ligger i sjön Pihlajavesi och i kommunen Sulkava i den ekonomiska regionen  Nyslott  och landskapet Södra Savolax, i den södra delen av landet, 250 km nordost om huvudstaden Helsingfors. Öns area är 2,4 hektar och dess största längd är 220 meter i sydöst-nordvästlig riktning.